# Jona Lewie
Jona Lewie, de son vrai nom John Lewis, né le 14 mars 1947 à Southampton (Hampshire) est un auteur-compositeur-interprète et multi-instrumentiste britannique.

## Biographie
Il rejoint son premier groupe, le Johnston City Jazz Band, en 1963. Il entame une carrière de chanteur et de pianiste de blues et de boogie en 1968, travaillant aussi à l'écriture de chansons en collaboration avec d'autres artistes comme Howlin' Wolf, mais toujours sous le nom de John Lewis.
En 1969, il rejoint le groupe Brett Marvin and the Thunderbolts (en) comme chanteur et pianiste. L'année suivante, le groupe signe avec RSO Records ; ainsi largement promu, il est visible dans les programmes télévisés suédois, danois, néerlandais et belges de l'époque. En parallèle, Lewie accompagne Son House lors d'un concert, ainsi que le groupe Derek and the Dominos lors d'une tournée britannique durant l'année 1971. Malgré le succès du groupe de Brett Marvin (l'album Terry Dactyl and the Dinosaurs se place par exemple en 2e place des charts britanniques en 1972), il quitte le groupe en 1973 et signe chez Sonet Records en tant qu'artiste solo. Il participera notamment à la formation du groupe The Jive Bombers qui connaîtra une existence éclair de six mois sans obtenir de succès. Cette période en groupe aura néanmoins un effet bénéfique sur la popularité de certains singles de Lewie comme Cherry Ring ou Come Away.
Mais cette activité en tant qu'auteur-compositeur-interprète ne l'éloigne pas de ses racines dans le blues et le boogie : au début des années 1970, il accompagne aussi au piano Juke Boy Bonner et Arthur Crudup.
En 1978, il signe chez Stiff Records, ce qui marque la consécration de sa carrière solo ; le single You'll Always Find Me in the Kitchen at Parties accédera par exemple au Top 20 britannique en 1980. Plusieurs singles postérieurs comme Stop the Cavalry, Big Shot – Momentarily ou Louise (We Get It Right) apparaîtront dans les classements musicaux britanniques, australiens, allemands et français entre autres.
Dans les années 1990, il apparaît comme invité du groupe The Blues Band dans certains concerts. Par la suite, il prend aussi part à des émissions de radio ou de télévision. Plus récemment, il s'est produit au Festival de Londres de ukulélé en 2009 et a rejoint The Glitter Band (avec Captain Sensible) pour trois représentations lors de leur tournée britannique de 2010.

## Discographie

### Albums
- Alias Jona Lewie (1975)
- On the Other Hand There's a Fist (1978)
- Gatecrasher (compilation of singles for Sonet, 1980)
- Heart Skips Beat (1982)
- Optimistic (1993)
- Ukephoric: The London Ukulele Festival 2009 (2010)

### Singles
| Année | Single                                                     | Position dans les charts | Position dans les charts | Position dans les charts | Position dans les charts | Position dans les charts | Position dans les charts | Position dans les charts | Position dans les charts | Position dans les charts | Position dans les charts |
| Année | Single                                                     | UK                       | AU                       | AT                       | BE                       | CH                       | FR                       | DE                       | NL                       | NZ                       | SE                       |
| ----- | ---------------------------------------------------------- | ------------------------ | ------------------------ | ------------------------ | ------------------------ | ------------------------ | ------------------------ | ------------------------ | ------------------------ | ------------------------ | ------------------------ |
| 1976  | Cherry Ring                                                |                          |                          |                          |                          |                          |                          |                          |                          |                          |                          |
| 1978  | The Baby, She's on the Street                              |                          |                          |                          |                          |                          |                          |                          |                          |                          |                          |
| 1978  | Hallelujah Europa                                          |                          |                          |                          |                          |                          |                          |                          |                          |                          |                          |
| 1979  | God Bless Whoever Made You                                 |                          |                          |                          |                          |                          |                          |                          |                          |                          |                          |
| 1980  | You'll Always Find Me in the Kitchen at Parties            | 16                       | 21                       | 5                        | 22                       |                          |                          | 23                       | 30                       | 3                        | 7                        |
| 1980  | Big Shot – Momentarily                                     |                          |                          |                          |                          |                          |                          | 73                       |                          |                          |                          |
| 1980  | Stop the Cavalry (BPI : certifié or)                       | 3                        | 2                        | 1                        | 5                        | 4                        | 1                        | 2                        | 6                        | 3                        | 13                       |
| 1981  | Louise (We Get It Right)                                   |                          | 2                        | 14                       | 22                       |                          | 27                       | 30                       |                          | 24                       |                          |
| 1981  | Shaggy Raggy                                               |                          |                          |                          |                          |                          |                          |                          |                          |                          |                          |
| 1981  | Re-arranging the Deckchairs on the Titanic                 |                          |                          |                          |                          |                          |                          |                          |                          |                          |                          |
| 1981  | I Think I'll Get my Hair Cut                               |                          | 71                       |                          |                          |                          |                          |                          |                          |                          |                          |
| 1983  | Love Detonator                                             |                          |                          |                          |                          |                          |                          |                          |                          |                          |                          |
| 2007  | Stop the Cavalry (ressorti)                                | 48                       |                          |                          |                          |                          |                          |                          |                          |                          |                          |
| 2010  | You'll Always Find Me in the Kitchen at Parties (ressorti) | 71                       |                          |                          |                          |                          |                          |                          |                          |                          |                          |